# Dusenia sinensis
Dusenia sinensis là một loài Rêu trong họ Leucodontaceae. Loài này được (Besch.) Müll. Hal. mô tả khoa học đầu tiên năm 1917.